# Font Lledó
La Font Lledó és una font del terme municipal d'Isona i Conca Dellà, en territori del poble de Siall, de l'antic municipi d'Isona.
Està situada a 1.318 m d'altitud, en els contraforts del nord-oest de l'Estadella, quasi a l'extrem nord-est del municipi. És a la capçalera del barranc de Fontlledó. Té molt a prop les fonts dels Barrons (sud-oest), dels Bullidors i de Caps (nord-est).